# Ralliart

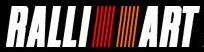
Ralliart-Logo

Ralliart ist die Motorsportabteilung von Mitsubishi Motors. Die deutsche Kundensport-Unterabteilung Ralliart Germany war im Zusammenhang mit dem deutschen Mitsubishi-Importeur in Trebur angesiedelt, schloss jedoch im Frühjahr 2005 die Pforten und stellte ihre Zahlungsaktivitäten ein. Dies geschah jedoch nicht aufgrund Geldmangels, sondern wegen der Aufgabe des betreffenden Geschäftsbereiches durch den Importeur.
Mit dem 2. November 2005 wurde in Trebur die offizielle Nachfolge der Ralliart Deutschland GmbH bekannt gegeben. Die Gassner RalliSports GmbH nahm mit sofortigen Beginn die Geschäftstätigkeit auf und führte den Teilevertrieb weiter. Sitz der Gassner RalliSports GmbH ist im bayerischen Ainring. Geschäftsführer ist der mehrfache deutsche Rallyemeister Hermann Gassner senior. Die für den Vertrieb von Ralliart-Teilen erforderliche Lizenz hat Mitsubishi an die Gassner RalliSports GmbH übergeben.